# Медресе Мавлоно Шариф
Медресе Мавлоно Шариф (узб. Mavlono Sharif madrasasi) — медресе в историческом центре Бухары (Узбекистан), воздвигнутое в XVII веке при узбекском правителе Абдулазиз-хане (1645—1681) на средства известного теоретика дервишизма, бухарского законоведа, помогавшим своими советами бухарскому хану — Мавлоно Шарифа аль-Алави (умер в 1679 году). Расположено на улице им. Х. Ашурова махалли им. Мирзо Улугбека.
Архитектурный памятник входит в «Национальный перечень объектов недвижимости материального культурного наследия Узбекистана». В настоящее время является объектом туристического сервиса и показа.
Государственная программа предусматривала капитальное восстановление и реставрацию медресе в 2013—2015 годах.